# Родольф, Жан-Жозеф
Жан-Жо́зеф Родо́льф (фр. Jean-Joseph Rodolphe; также встречается написание Rudolphe — Рудольф; 14 октября 1730, Страсбург — 12 августа (Музыкальный словарь называет дату смерти 18 августа) 1812, Париж) — французский музыкант и композитор; Музыкальный словарь называет его «виртуозом на валторне».

## Биография
Учился у Ж.-М. Леклера в Париже.
В 1754 году отправился в Парму, где брал уроки у Томмазо Траэтты и одновременно играл в оркестре, а затем в 1761 году переехал в Штутгарт, где продолжил обучение у Никколо Йоммелли и работал в составе герцогского оркестра. Герцог Карл II Вюртембергский снискал славу покровителя деятелей театральных искусств, которым создал все условия для творческой работы, что привлекло в Штутгарт многих известных музыкантов и артистов.
Именно там Родольф впервые выступил как композитор. Там же Родольф представил музыку своего балета «Ясон и Медея» (фр. Jason et Médée), которому суждено было стать революционным в мировой хореографии. Балет поставил хореограф Ж.-Ж.Новерр, премьера состоялась в Штутгарте 11 февраля 1763 года в день рождения герцога Карла II Вюртембергского. Новерр в этой постановке воплотил свои основные балетные реформы. Впервые Новерр ввел в балет пантомиму. Он убрал обязательного прежде тяжелые парики и маски, под которыми актеры прятали собственные лица. Перед зрителем предстали настоящие человеческие лица с их страстями и эмоциями. В результате представление имело такой большой успех, что в Европе началось постепенное освоение реформ Новерра. Балет «Ясон и Медея» в хореографии Новерра неоднократно ставился в разных европейских театрах разными балетмейстерами и артистами, иногда привносившими что-то своё (как Ш.Дидло), иногда просто копируя новерровскую трактовку (как Г.Вестрис).
Известно, что к 1767 году Родольф находился опять в Париже. Этот период стал для музыканта особо плодотворным: он сочинил много произведений: оперы, балеты, специальные опусы для исполнения на валторне и духовых инструментах. Он стал первым валторнистом Гранд-Опера, а в 1770 получил статус королевского камер-музыканта.
Важное место в его карьере занимает преподавательская работа. При открытии Королевской школы пения и музыки в 1784 году Родольф был назначен там профессором гармонии, с 1799 стал профессором по сольфеджио, но в 1802 было проведено большое сокращение преподавательского состава, в результате чего он лишился должности. Среди его учеников чешский музыкант-тромбонист и композитор Людвиг Вензель Лачниц.
Особо много Ж.-Ж. Родольф сделал для популяризации духовых инструментов, был автором сольных произведений для валторны, в игру на которой внёс определенные новшества. Первым в Париже использовал технику извлечения застопоренного звука, тогда только что изобретённую.
Музыкальный словарь пишет, что всего Ж. Родольф сочинил 7 опер (4 были поставлены Штутгарте и 3 в Париже); 2 концерта для валторны, пьесы для валторны, скрипичные дуэты, этюды и т. д. и 2 учебных пособия. По всей видимости, авторы Музыкального словаря считают оперы и балеты совместно, не разделяя их, да и география исполнений их на самом деле значительно шире.
В настоящее время ни одно из его произведений не исполняется.
Музыкальную информацию о некоторых произведениях (по трем балетам) можно найти здесь: ScorSer.

## Творчество

### Балеты
- «Ясон и Медея» (Jason et Médée) — постановка Новерра, Штутгарт,1763; через четыре года в 1767 балет был показан в Вене и Варшаве; в 1776 и в 1780 несколько постановок прошло в Париже; в 1781 — в Лондоне и других европейских городах; постановка Новерра была перенесена в Россию Ш.Лепиком и состоялась в Большом Каменном театре в Петербурге в 1797 году[4]; затем постановка Ле Пика была перенесена А. П. Глушковским (и им же на премьере исполнена главная партия Ясона) в Москву на сцену Большого театра 28 ноября 1819 года[5]. В России балет ставился несколько раз в Москве и в Петербурге.
- «Амур и Психея» (L’Amour et Psyché) — постановка Новерра, Штутгарт, Придворный театр, 1762 г.; затем Новерр перенес эту же постановку в Лондон, 1788 г.
- «Смерть Геркулеса» (La Mort d’Hercule)
- «Ринальдо и Армида» (Rinaldo und Armida)
- «Адмет и Альцеста»[6]

### Оперы
- «Isaménor» (опера впервые представлена в 1773 году в Версале при королевском дворе)

### Учебные и музыкальные книги
- 1785 (Музыкальный словарь называет 1799 год[1]) — «Теория сопровождения и композиции» (Théorie d’accompagnement et de composition) для использования учениками Национальной школы музыки
- 1790 — «Сольфеджио, или Новые музыкальные методики» (Solfège ou nouvelle méthode de musique) в двух частях, 168 стр. с иллюстрациями